# Robin Lord Taylor

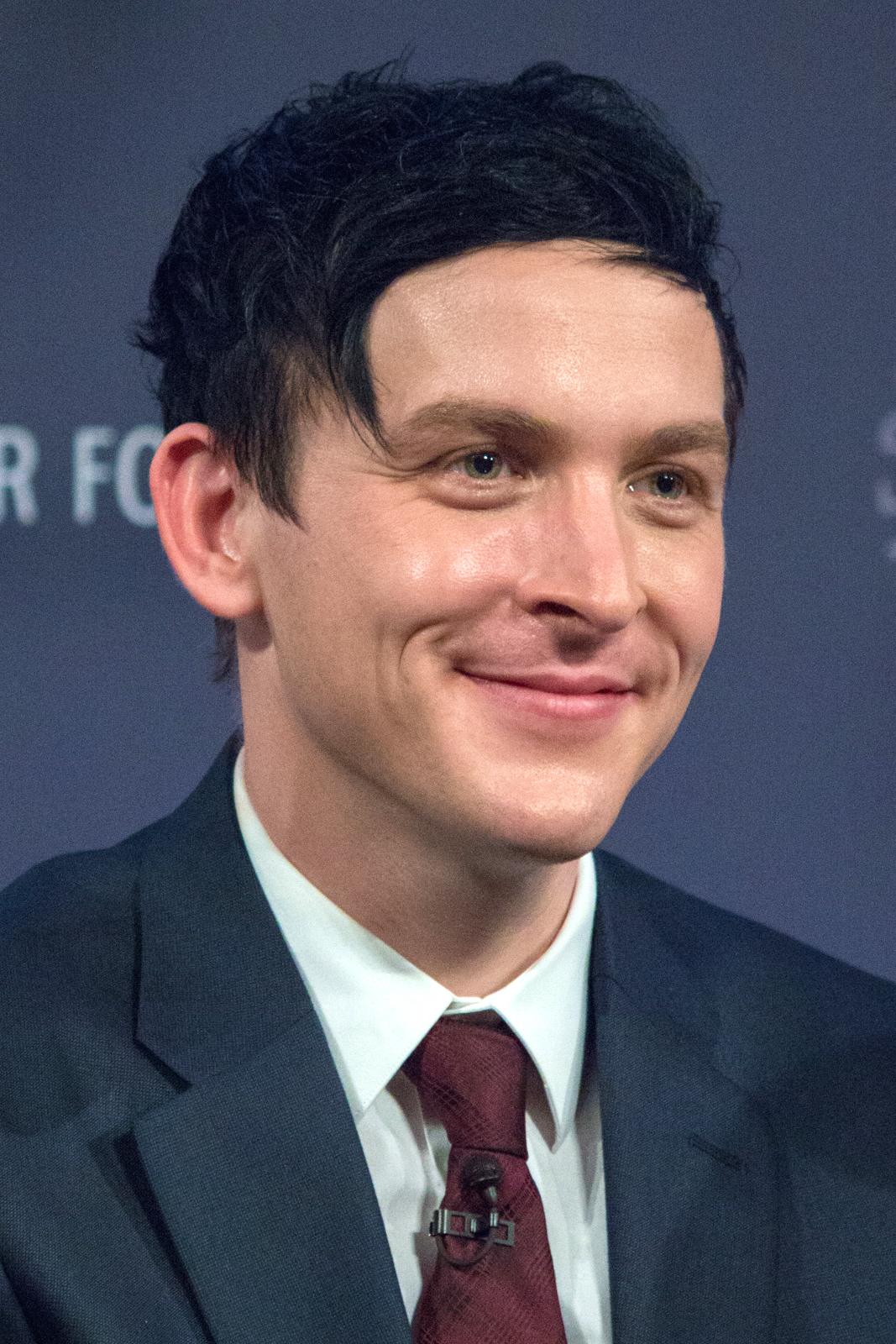
Robin Lord Taylor (2014)

Robin Lord Taylor (* 1978 in Shueyville, Iowa) ist ein US-amerikanischer Schauspieler.

## Leben
Taylor trat ab dem Jahr 2005 in ersten Filmproduktionen auf. Neben Rollen in Filmen trat er auch als Gastdarsteller in zahlreichen Fernsehserien wie Law & Order, Law & Order: Special Victims Unit, The Good Wife und Person of Interest auf.
Bekannt wurde er ab dem Jahr 2014 durch seine Verkörperung des Oswald „Pinguin“ Cobblepot in der Fernsehserie Gotham.
Taylor gab 2016 über Twitter bekannt mit einem Mann verheiratet zu sein und outete sich damit als homosexuell. Später reagierte er schockiert auf den auf dieses Outing folgenden „Shitstorm“.

## Filmografie (Auswahl)
- 2005, 2008, 2010: Law & Order (Fernsehserie, 3 Episoden)
- 2005: Jesus Children of America (Kurzfilm)
- 2006: Pitch (Kurzfilm)
- 2006: The House Is Burning
- 2006: S.H.I.T. – Die Highschool GmbH (Accepted)
- 2008: Lange Beine, kurze Lügen und ein Fünkchen Wahrheit … (Assassination of a High School President)
- 2008: Der Börsen-Crash (August)
- 2009: Last Day of Summer
- 2010: Step Up 3D
- 2011: Return
- 2011: Another Earth
- 2011: The Melancholy Fantastic
- 2012: Tödliches Spiel – Would You Rather? (Would You Rather)
- 2013: Good Wife (The Good Wife, Fernsehserie, Episode 4x10)
- 2013: Tom Hanks: Die Lincoln-Verschwörung (Killing Lincoln, Fernsehfilm)
- 2013: Cold Comes the Night
- 2013–2014: The Walking Dead (Fernsehserie, 2 Episoden)
- 2014: Taxi Brooklyn (Fernsehserie, Episode 1x4)
- 2014–2019: Gotham (Fernsehserie)
- 2019: John Wick: Kapitel 3 (John Wick: Chapter 3 – Parabellum)
- 2019: You – Du wirst mich lieben (You, Fernsehserie)
- 2021: Kevin Can F**k Himself (Fernsehserie)
- 2022: Law & Order: Organized Crime (Fernsehserie)